# Olyras sticheli
Olyras sticheli är en fjärilsart som beskrevs av Richard Haensch 1905. Olyras sticheli ingår i släktet Olyras och familjen praktfjärilar. Inga underarter finns listade i Catalogue of Life.